# Zver iz vresišta
Zver iz vresišta je strip epizoda Dilana Doga objavljena premijerno u Srbiji u svesci #220. u izdanju Veselog četvrtka. Na kioscima se pojavila 19. decembra 2024. Koštala je 450 dinara (3,8 €; 4,1 $). Imala je 94 strane.

## Originalna epizoda
Originalna epizoda pod nazivom La bestia della brughiera objavljena je premijerno u #429. regularne edicije Dilana Doga u Italiji u izdanju Bonelija. Izašla je 31.5.2022. Koštala je 4,9 €. Scenario je naopisao Luiđi Minjako, a nacrtao Korado Roi. Naslovnu stranu su nacrtali braća Đanluka i Raul Čestaro.

## Sadržaj
Dilan se budi u košmaru u bolničkoj sobi. Bolničarka mu kaže da se nalazi u ambulanti Dipviča u Kambriji, severozapadna oblast Engleske, i da ima kontuzije po čitavom telu. Dilan se prisjeća da se borio sa čudovištem ljudskog lika sa dugačkim repom prethodne noći. Doktor Stjuart mu objašnjava da je njegova priča fascinantna, ali da je malo velo verovatna, i da su ga našli unesvešćenog, najverovatnije posle pada i udara glavom, nakon čega je umislio da se bori protiv čudovišta. Gospođa Vajola Voller, medicinska sestra, ga je našla i dovela u bolnicu. Dilan se međutim ne seća svog identiteta, a građani Dipviča mu ne veruju da postoji bilo kako čudovište. Nakon što sestra Vajola pokuša da mu da sedativ, Dilan krišom napušta bolnicu, prati čudovište, koje počinje ponovo da ga juri. Dilan se skriva u kuću devojke po imenu Frenki, koja mu objašnjava da se čudovište pojavlja samo jednomesečno i da ga neće videti do sledećeg meseca. Sutradan Dilan razgovara sa meštanima koji mu objašnjavaju da je čudovište nemoguće ubiti i da su oni svi tauci ovog užasa, i da Dipvić čudovište iz vresišta plaće danak u krvi. Dilan posećuje mesara Morisona, koji okupio ekipu za borbu protiv zveri, koji se sastavio jednom nedeljno kod baba, ali nisu uspjeli ništa da urade. On mu objašnjava da je čudovište nemoguće ubiti i da je njegov otac to pokušavao, jer čudovište je otporna na metke. Sada samo patroliraju oko sela da bi obezbedili takvu sigurnost, ali sa Dilanom im to nije pošlo za rukom. Dilan nastavlja da se šeta sa gradonačelnikom i dolazi do Frenkine radionice. Za to vreme, inspektor Blok se raspituje kod Gruča gde se Dilan nalazi jer ga nije vidio već deset dana. Dilan potom odlazi na groblje i tamo sreće čoveka koji mu objašnjava da se radi o posljednjem primrku prahistorijske vrste bića koji se krije ispod zemlje i izlazi samo kada je mlad mesec ili kada naiđe na svetlosne i toplotne uslove koji su prikladni za njegov obstanak. Čudovište poisto većuje sa hrišćanskom verzijom Mirga, keltskog božanstva mraka koji su u davne vremene ljudi u ovim krajavima obožavali. Za to vreme gradonačelnik pronalazi novčanik u kome se nalazi katica za ulaz u prehvatilište na ime Džon Smita, 33 godine. Oni smatraju da je to Dilanov identitet i da je on došao odatle. Dilan i Frankie imaju seksualni odnos, za to vreme vajola i vlasnica paba mu zameraju što nije više pažnje obratio na njih, a Dilan dobija pištolj i pridružuje se grupi koja se sastaje četvrtkom da bi krenula u potrgu za čudovište.
Za to vreme Blok dolazi kod Gruča i sazna je da je nestala čerka porodica Sanders, Šila Sanders, koja je pisala diplomski rad o urbanim legendama i prikupila podatke o priči koja je kružila među beskućnicima Londona. Ona je otišla do doma za odbačene i prihvatilište za beskućnike na severnoj periferiji i od tada nije viđena. Blok veruje da je Dilan išao za njom i nagovara Gruča da ode do prihvatilišta i istraži se o slučaj. Za to vreme Dilan se šeta okolinom Dipviča, najlazi na groblje i u grobnici najlazi na kovčege punih kostura Čudovišta. U tom trenutku otkriva kriptu koja pripada doktoru kojemu objašnjava šta se zapravo desilo pre nekoliko stotina godina i tako razrešava misteriju Čudovišta.

## Prethodna i naredna sveska
Prethodna sveska regularne edicije nosila je naslov Tamo gde snovi dolaze da umru (#219), a naredna Polarni bezdan (#221).
Pogledati: Dilan Dog (spisak epizoda)